# Апостоли, Борис Николаевич
Борис Николаевич Апостоли (1897—1965) — капитан 1-го ранга, начальник Черноморского высшего военно-морского училища (ЧВВМУ) в Севастополе (1940—1941), командир 76-й морской стрелковой бригады (1941—1942), начальник Бакинского военно-морского подготовительного училища ВМФ (1943—1945).

## Биография
Родился 6 сентября 1897 года в Кронштадте, в известной морской семье. Представитель династии морских офицеров, основателем которой был подполковник Корпуса корабельных инженеров В. Г. Апостоли. Отец Бориса Николаевича — Апостоли, Николай Николаевич — морской офицер, капитан 1-го ранга.

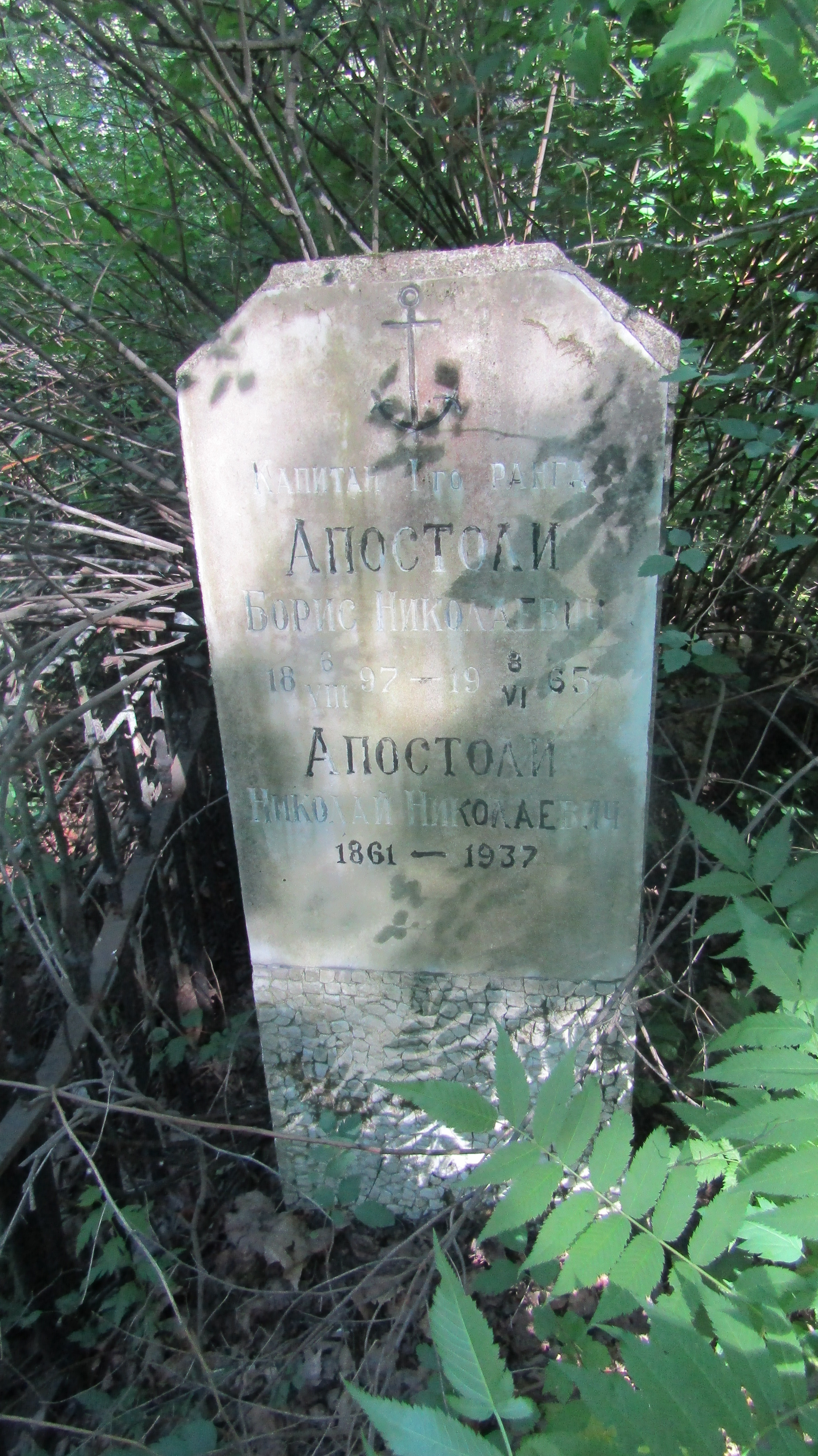
Могила Апостоли Б. Н.

### Обучение
Учёбу начал в 1908 году кадетом 2-го кадетского корпуса в Санкт-Петербурге. После окончания обучения в кадетском корпусе Бориса Апостоли определили в общие классы Морского корпуса (1914—1916).
В 1916 году был произведен в мичмана военного времени. В июне 1916 года Апостоли был зачислен слушателем «Захаровских» курсов при Петроградском Политехническом институте. 5 августа 1917 года он окончил теоретический курс гидроавиации. С августа 1917 по январь 1918 был курсантом в Севастопольской и Симферопольской Школах морской авиации.

### Служба
С конца февраля 1918 года Апостоли был инструктором противоштурмовой артиллерии в Петрограде. 2 марта 1918 года он был зачислен в списки Балтийского Флота с назначением в отдельный морской батальон. С этого времени началась его служба в Красном флоте:
- 1918 — флагманский секретарь строевого управления[5].
- 1922 — командир роты учебного отряда Балтийского флота, начальник строевой части Учебного Отряда БФ.
- 1923—1926 — вахтенный начальник учебного судна «Комсомолец».
- 1926 — слушатель Специальных курсов командного состава РККА.
- 1927 — минный офицер эсминца «Рыков».
- 1928—1929 — помощник командира на эсминце «Карл Либкнехт».
- 1929—1930 — помощник командира на эсминце «Ленин».
- 13 января 1931 — назначен Командиром учебного судна (плавбазы) «Ленинградсовет».
- 1937—1939 — заместитель начальника ВВМУ им. М. В. Фрунзе.
- 1940—1941 — начальник Черноморского высшего военно-морского училища (ЧВВМУ) в Севастополе[6].

С началом Великой Отечественной войны в ЧВВМУ прошли досрочные выпуски. С подходом немцев к Севастополю в конце лета 1941 года ЧВВМУ было эвакуировано в Ростов-на-Дону и в Северо-Кавказском военном округе была сформирована 76-я морская стрелковая бригада на основе курсантов Севастопольского ЧВВМУ, моряков Каспийской флотилии и Черноморского флота. 3 ноября 1941 года капитан 1-го ранга Апостоли был назначен командиром 76-й морской стрелковой бригады.
В действующей армии бригада находилась с февраля 1942 года по май 1943 года. Бригада участвовала в боевых действиях на юге страны. В марте 1942 года она приняла участие в наступательной операции с целью освобождения Таганрога и понесла большие потери.
19 мая 1942 года капитан 1-го ранга Апостоли был отозван с фронта и назначен заместителем начальника Каспийского ВВМУ им. С. М. Кирова в Баку.
25 июня 1943 года Приказом за № 0479 Наркома ВМФ СССР Кузнецова Н. Г. было сформировано Бакинское военно-морское подготовительное училище ВМФ. Первым начальником БВМПУ в июне 1943 года был назначен капитан 1-го ранга Апостоли Борис Николаевич, который оставался на этой должности до апреля 1945 года.
Скончался, 8 июня 1965 г. в Ленинграде, похоронен на Богословском кладбище.

## Награды
- Медаль «XX лет Рабоче-Крестьянской Красной Армии» (1938)[7];
- Орден Красного Знамени (1943)[8];
- Орден Красного Знамени (1944)[9];
- Орден Ленина (1945)[10];
- Медаль «За победу над Германией в Великой Отечественной войне 1941—1945 гг.» (1945).